# 돋질로
돋질로(Dotjil-ro)는 울산광역시 남구 신정동 봉월사거리 에서 신정동 명촌교남교차로 까지 연결하는 도로이다.

## 주요 경유지
울산광역시
- 남구 (신정동 . 달동 . 삼산동)

## 노선
| 이름                    | 접속 노선                      | 소재지 | 소재지 | 비고 |
| ----------------------- | ------------------------------ | ------ | ------ | ---- |
| 봉월사거리              | 국도 제31호선 (봉월로)         | 남구   | 신정동 |      |
| 시청사거리              | 중앙로                         | 남구   | 신정동 |      |
| 울산공고정문 교차로     | 돋질로113번길 돋질로114번길    | 남구   | 신정동 |      |
| 달리사거리              | 신정로                         | 남구   | 신정동 |      |
| 부산은행앞 교차로       | 돋질로155번길 돋질로157번길    | 남구   | 달동   |      |
| 예술회관사거리          | 울산광역시도 제61호선 (번영로) | 남구   | 달동   |      |
| 남구청사거리            | 왕생로                         | 남구   | 달동   |      |
| 삼산초등학교앞 교차로   | 돋질로251번길 삼산로241번길    | 남구   | 삼산동 |      |
| 선경아파트앞 교차로     | 돋질로261번길                  | 남구   | 삼산동 |      |
| 남구보건소앞 교차로     | 삼산중로                       | 남구   | 삼산동 |      |
| 평창현대3차앞 교차로    | 돋질로301번길                  | 남구   | 삼산동 |      |
| 중리사거리              | 울산광역시도 제71호선 (화합로) | 남구   | 삼산동 |      |
| 백합초등학교입구 교차로 | 돋질로339번길 삼산로317번길    | 남구   | 삼산동 |      |
| 정동 교차로             | 정동로                         | 남구   | 삼산동 |      |
| 아데라움아파트앞 교차로 | 돋질로371번길 삼산로335번길    | 남구   | 삼산동 |      |
| 삼산본동사거리          | 남중로                         | 남구   | 삼산동 |      |
| 명촌교남 교차로         | 산업로                         | 남구   | 삼산동 |      |